# Рельефы Кампана
Рельефы Кампана — древнеримские терракотовые или глиняные рельефы, датируемые серединой I века до н. э. — 1 пол. II века н. э. Названы в честь итальянского коллекционера Джанпьетро Кампана — их первого собирателя и крупного знатока древнеримского искусства, который также дал научное описание своей коллекции в 1842 году.
Рельефы украшали не только наружные стены зданий, но и использовались для украшений интерьеров. Принцип их компоновки во фризе на стенах пока не ясен, так как плиты не выстраиваются в тематической последовательности. Возможно, они связывались только внутренней идеей, как это было в греческой архаике. Массовое производство позволяло их использовать в качестве украшений храмовых комплексов, общественных и частных зданий. Традиция украшать рельефами постройки восходит к этрусскому храмовому строительству. Рельефы изображают мотивы из мифологии и религии, а также повседневную жизнь римлян, пейзажи и различные орнаменты. Мастера изначально их красили, но, к сожалению, краска не смогла сохраниться до наших дней. Их производство и использование приурочено в основном к региону Лацио, а также к Риму и к его окрестностям. Производились в основном 5 различных типов рельефов, образцы которых можно найти практически во всех музеях мира с экспозициями римского искусства.

## История
На XIX век пришёлся бум археологических раскопок в странах Средиземноморья. Именно тогда плитки из терракоты и глины выходят на первый план в архитектурном контексте, в котором они были найдены. Ранее металлические и мраморные изделия искусства были более популярны у исследователей и коллекционеров, но ситуация изменилась в первой половине века — всё чаще привлекают интерес греческие и этрусские вазы, а также рельефы Кампана.
Первым коллекционером, собиравшим терракотовые и глиняные плитки на различные сюжеты, а также сделавшим их основными предметами своей экспозиции, стал итальянский маркиз Джанпьетро Кампана ди Кавелли. Его влияние и репутация в археологии были так велики, что он был избран почётным членом Германского археологического института. В 1842 году он публикует книгу «Antiche opere in plastica», в которой публикует часть рисунков своей коллекции, а также впервые представляет научные исследование и описание рельефов Кампана. Впоследствии именно в его честь и называют набирающие популярность у коллекционеров терракотовые и глиняные плитки с рельефами.
Коллекция рельефов маркиза Джанпьетро Кампана ди Кавелли в XIX веке являлась самой богатой и разнообразной среди всех частных собраний.
Маркиз ди Кавелли в течение 25 лет был директором римского ломбарда. На протяжении всех этих лет, используя своё служебное положение, он изымал из его кассы наличность, помещая под залог предметы из собственных коллекций. Деньги он тратил на приобретения новых предметов для своего собрания. Конечным результатом таких действий стал кризис ликвидности в ломбарде; внезапная ревизия, проведенная в ноябре 1857 года, установила недостачу. За растрату государственных средств в 1859 году Кампана был приговорен к 20 годам галер. Коллекция маркиза была арестована и выставлена на продажу.
На приобретение коллекции Кампана претендуют крупнейшие музеи мира. В период с 1859 по 1860 года правительства Англии, Франции и России вели переговоры о возможности приобретения тех или иных частей коллекции. В декабре 1860 года 15 предметов из собрания было приобретено английским комиссаром Ч. Робинсоном для Южно-Кенсингтонского музея. Россия же вела переговоры о приобретении всей коллекции рельефных плиток для Эрмитажа. 20 февраля 1861 года Степан Гедеонов, уполномоченный от имени российского императора, купил для Эрмитажа 767 предметов из собрания Кампаны, причём первому директору Императорского Эрмитажа позволили выбрать многие лучшие работы.
В 1861 году французский император Луи-Наполеон Бонапарт приобрел 641 произведений из коллекции Кампана.